# Rothesgade
Rothesgade er en gade beliggende på Østerbro. Gaden er knap 200 meter lang og kunne egentlig godt være Gammel Kalkbrænderi Vejs blinde udmunding, mellem Randersgade og Sankt Jakobs Plads.

## Gadens historie
Gaden blev i 1905 opkaldt efter juristen Carl Rothe (1859-1923), han var femte og sidste generation af ejere af landstedet Nøjsomhed (der har lagt navn til parallelgaden Nøjsomhedsvej, en af områdets allerældste veje) og hans morfar er den der gav Kirsteinsgade sit navn, eller rettere, Carl Rothe foreslog hr. Krak disse vejnavne. 
Gaden var i højere grad præget af handel for både halvtreds og hundrede år siden. I 1911 havde brødrene Larsen stenhuggerværksted i nr. 17 og i nr. 4 var der frugthandler E.M. Jørgensen. Man kunne lade sig barbere ved C.A.M. Thorsager i nr. 6.
I nr. 4 boede forfatterinde Anna Erslev (kusine til historikeren Kristian Erslev), i naboejendommen var der enkebaronesse J. Dirckinck-Holmfeld og arkitekten Viggo Klein (1850-1913), hvis mest kendte værk klart var den store Tuborgflaske, der står ved Tuborg bryggeriet på Strandvejen i nærheden. I nr. 10 fandt man parret Boman, hvor hun var translatrice og han agent. I 1955 boede enkefrue A. Van Wylich-Muxoll i nr. 21 og i nr. 6 var der sognepræst N. Gammeltoft-Hansen, ansat i Davids Kirken i mere end 25 år og far til den senere ombudsmand, Hans Gammeltoft-Hansen.
Mejeriet Ørnegaard lå i nr. 6 og blev drevet af Valdemar Kampler. Her lå også frugthandler Erik Nielsen, købmand N.H. Gundersen og frisørinde Lydia Jønsson. I nr. 4 var kjoleforretningen Nathalie ved Alice Relster.

## Nævneværdige bygninger i gaden
Nr. 2 og 4 er en del af ”Svanegården” fra 1904, ikke at forveksle med gården af samme navn anvendt af Morten Korch. Den er i fransk palæstil og det fornemme indtryk kommer sig blandt af vinduerne: hvidmalede og småsprossede i toppen. Tidligere blev ejendommet ejet af Gavnø Gods, som brugte en af lejlighederne til bybolig. De er forskelligt bemalet, nr. 2 er helt i sandfarve og nr. 4 perlegrå med hvidt fundament. Bemærk de drabelige løvehoveder under karnapperne, der dog bliver lidt mindre farlige af at sidde så yderligt for enden af konsollerne.
Nr. 12 er Plejecentret Kærbo fra 1997 der med sine store vinduer og røde skalmur indføjer sig fint i husrækken. 